# Ophiomyia improvisa
Ophiomyia improvisa är en tvåvingeart som beskrevs av Spencer 1966. Ophiomyia improvisa ingår i släktet Ophiomyia och familjen minerarflugor. Inga underarter finns listade i Catalogue of Life.